# Aten-Elefthérios Venizélos internationella flygplats
Aten-Elefthérios Venizélos internationella flygplats (IATA: ATH, ICAO: LGAV) (grekiska: Διεθνής Αερολιμένας Αθηνών, Diethnís Aeroliménas Athinón) är en internationell flygplats belägen i Spáta ca 20 km öster om Aten, Grekland (på grund av den bergiga terrängen är det verkliga reseavståndet till centrum ca 30 km).
Det är Greklands mest trafikerade flygplats med 20 017 530 passagerare 2016. Flygplatsen är ett nav för flygbolaget Aegean Airlines samt andra grekiska flygbolag. Flygplatsen är uppkallad efter Eleutherios Venizelos som var en inflytelserik politiker under frigörandet från Osmanska riket.
Flygplatsen invigdes onsdagen den 29 mars 2001. Det tar cirka 40 minuter att åka från flygplatsen in till Atens centrum. Sedan OS 2004 finns det en tågförbindelse.
Atens tidigare huvudflygplats fram till 2001 hette Ellinikós internationella flygplats, belägen i stadens sydöstra del, närmare centrum.

## Flygbolag
| - Aegean Airlines - Aer Lingus - Air Alsie - Air Canada Rouge - Air China - Air France - Air Leisure - Air Moldova - Air Serbia - Air Transat - airBaltic - Alitalia - Albastar - American Airlines - ASL Airlines France - Astra Airlines - Austrian Airlines | - Belavia - Blue Air - British Airways - Brussels Airlines - Bulgaria Air - Cobalt Air - Croatia Airlines - DART Ukrainian Airlines - Delta Air Lines - easyJet - easyJet Switzerland - EgyptAir - El Al - Ellinair - Emirates - Enter Air - Etihad Airways - Eurowings | - Finnair - Germania - Germanwings - Gulf Air - Iberia - Israir Airlines - Jet Time - KLM - Korean Air - LOT Polish Airlines - Lufthansa - Mahan Air - Meridiana - Middle East Airlines - Norwegian Air Shuttle - Olympic Air - Pegasus Airlines - Qatar Airways | - Royal Jordanian - Ryanair - Scandinavian Airlines - Scoot - Sky Express - Swiss International Air Lines - TAROM - Titan Airways - Transavia - Transavia France - Travel Service - TUIfly Belgium - Turkish Airlines - Tus Air - Ukraine International Airlines - United Airlines - Ural Airlines - Volotea - Vueling Airlines |